# ويليام آدامز
ويليام آدامز (بالإنجليزية: William Adams)‏ (و. 1851 – 1936 م) هو سياسي، من كندا، توفي في تشيليواك، كولومبيا البريطانية، عن عمر يناهز 85 عاماً.

## مناصب
تولى منصب عضو الجمعية التشريعية لكولومبيا البريطانية ‏ (1893–1898).